# Philippe Woodtli

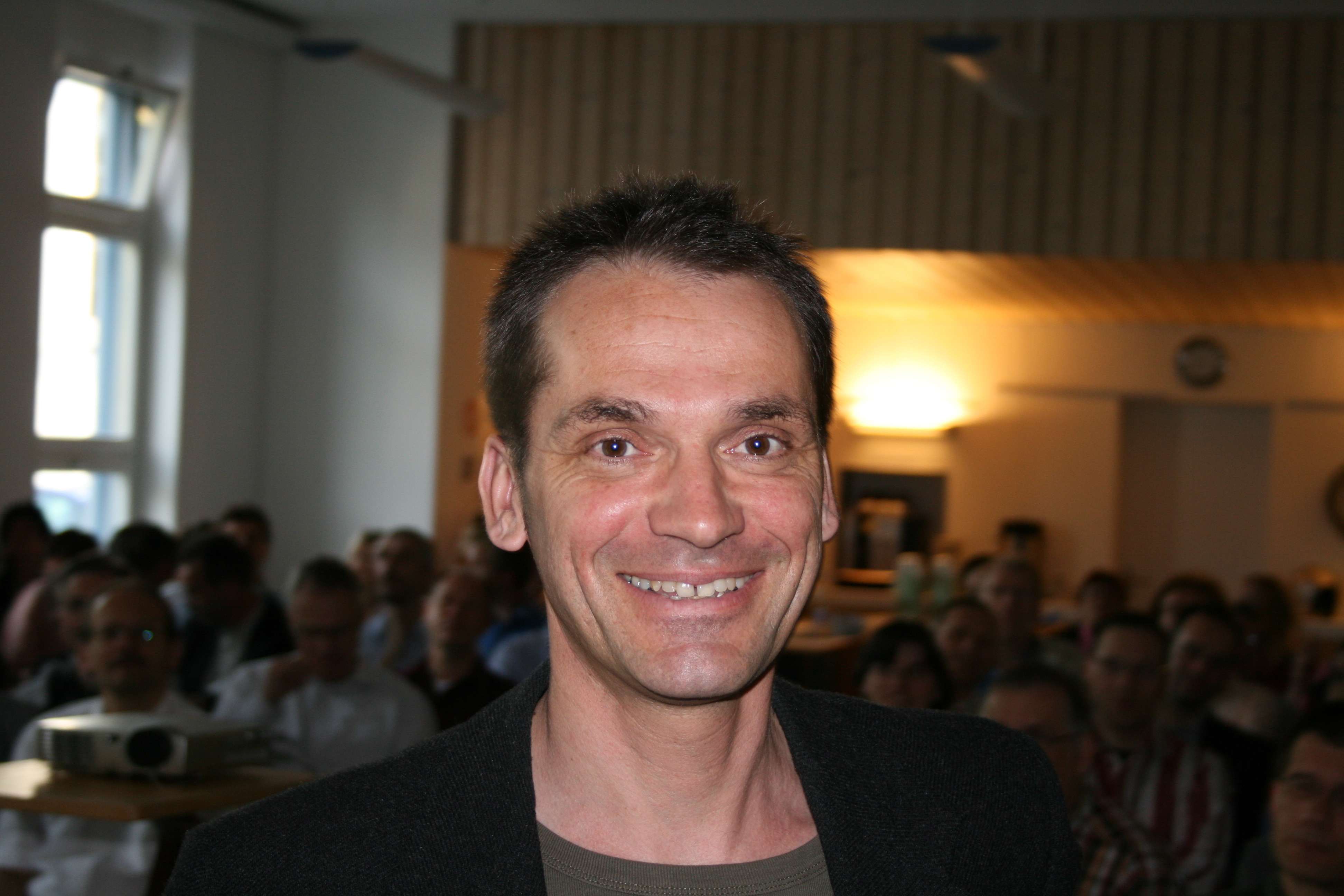
Philippe Woodtli (2008)

Philippe Woodtli (* 1964) ist ein Schweizer Pfarrer, Zimmermann und Bergführer. Er war von 2011 bis 2016 Geschäftsleiter des Schweizerischen Evangelischen Kirchenbunds. 
Philippe Woodtli hat evangelische Theologie studiert und während seines Studiums eine Ausbildung zum eidgenössischen Bergführer gemacht. Nach einem Studienunterbruch und einer Berufslehre zum Zimmermann, schloss er sein Studium ab und wurde im Jahr 2002 zum Pfarrer ordiniert. Seine erste Pfarrstelle hatte er in Walperswil im Kanton Bern. Im März 2008 wechselte er als Leiter Theologie und Recht, einer Stabsstelle des Kirchenrats, in die Reformierte Landeskirche Aargau. Am 17. August 2010 wählte der Rat des SEK Philippe Woodtli zum Nachfolger von Theo Schaad als Geschäftsleiter des Kirchenbunds. Seine Stelle hat er im Januar 2011 angetreten. Am 6. Juni 2012 kandidierte er bei der Synodesitzung der Reformierten Landeskirche Aargau als Nachfolger von Claudia Bandixen für das Kirchenratspräsidium. Gewählt wurde jedoch Christoph Weber-Berg. Auf Ende März 2016 trat er von seiner Stelle als Geschäftsleiter des Kirchenbundes zurück. Seit Anfang 2018 ist Woodtli Geschäftsleiter der Gemeinde Suhr.
Philippe Woodtli ist verheiratet, hat zwei Töchter und wohnt in Gränichen.